# Wieża Piastowska w Opolu
Wieża Piastowska – okrągła wieża wolno stojąca w południowo-wschodnim narożniku nieistniejącego obecnie Zamku Piastowskiego w Opolu. Pełniła niegdyś funkcję strażnicy na wyspie Pasiece, od północy sąsiaduje z nią Ostrówek – średniowieczna osada – gród obronny Opolan.

## Historia

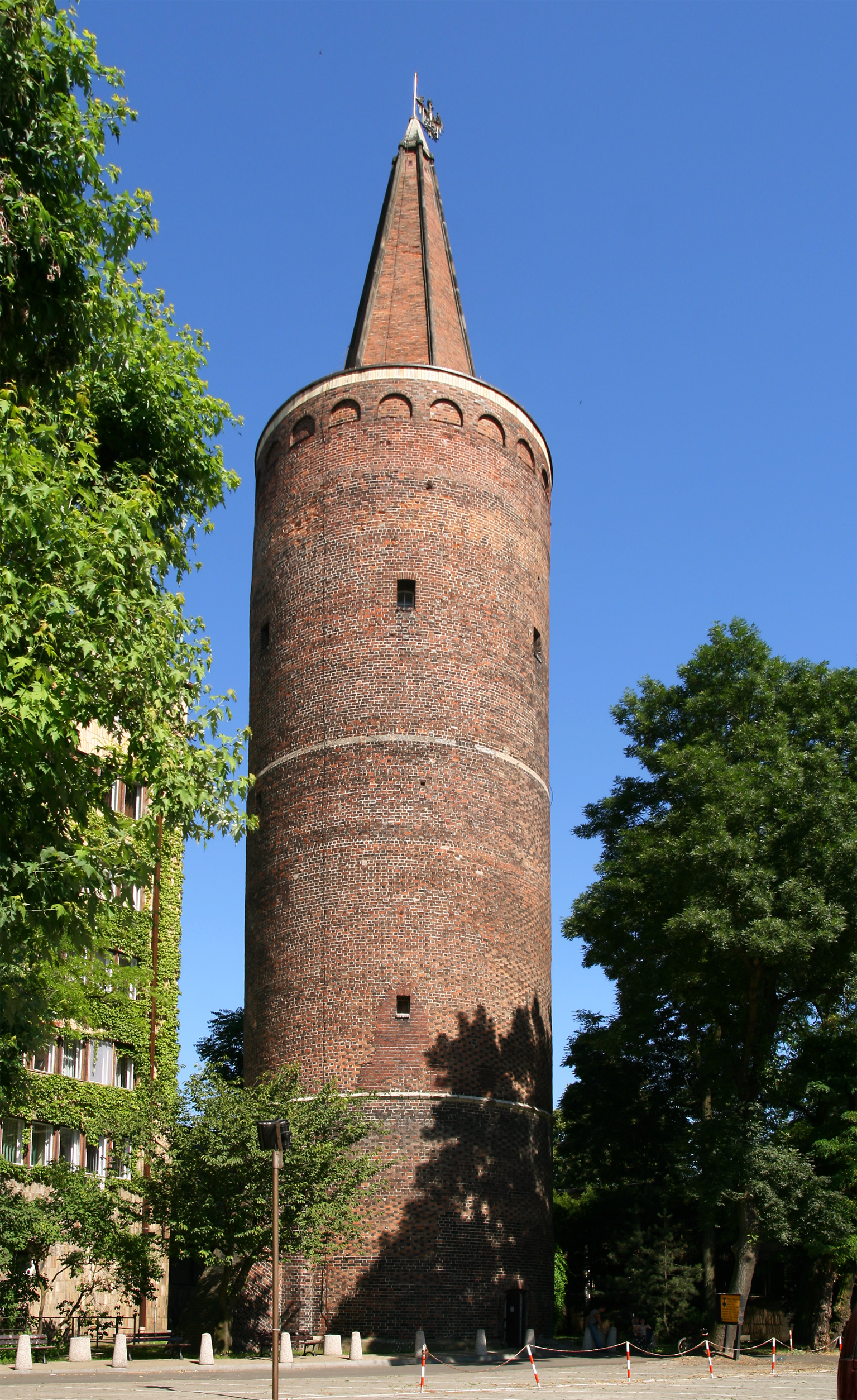
Wieża Piastowska

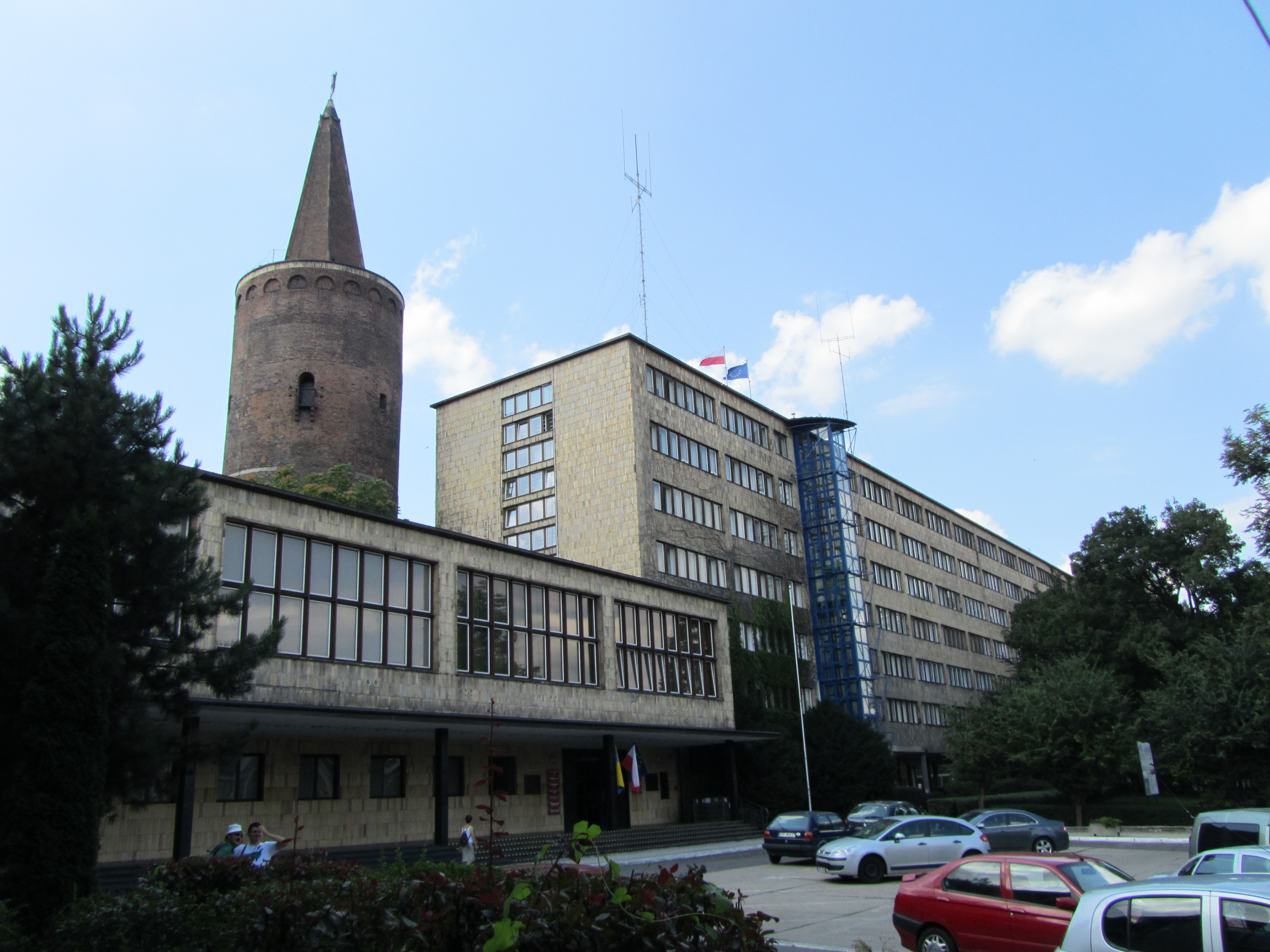
Urząd Wojewódzki, w tle Wieża Piastowska

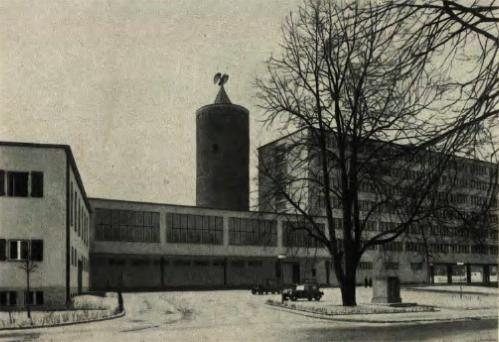
Wieża i Siedziba Rejencji (obecnie Urząd Wojewódzki) w latach 30. XX wieku

Wieża jest jednym z najstarszych zabytków architektury obronnej w Polsce – zbudowano ją około 1300 r. za rządów księcia Bolka I opolskiego jako stołp zamku książęcego opolskiego księcia Kazimierza I opolskiego (choć niedawne badania archeologiczne wskazują, że mogła powstać dopiero w połowie XIV wieku). Była na owe czasy budowlą ogromną i nowoczesną, bo zbudowaną z cegły. Budowla jest postawiona na fundamencie z kamienia polnego, mającym głębokość 6 m. Szerokość murów w dolnej partii wieży dochodzi do 3 m. Do wieży pierwotnie wchodzono przez otwór na wysokości 9 m (obecnie zamurowany) po drewnianym ganku połączonym z murami zamku. Wewnątrz wieży mieściły się loch, kuchnia, izba, sala i wartownia.
W XX w. władze rejencji opolskiej uznały zamek za mało użyteczny oraz kosztowny w utrzymaniu i postanowiły go zburzyć. Dzięki ostrym sprzeciwom polskiego mieszczaństwa w Opolu oraz działaczy Związku Polaków w Niemczech udało się jedynie ocalić wieżę zamkową tego zabytku. W 1928 r. zamek został zburzony, a zachowaną wieżę wkomponowano w projekt planowanego gmachu rejencji opolskiej, obecnie siedziby Urzędu Wojewódzkiego.
Hełm wieży często ulegał przebudowie, lecz same mury były bardzo trwałe. Wieża przetrwała wielki pożar Opola w 1615 roku, lecz w trakcie pożaru w 1739 r. zniszczeniu uległ pierwotny, stożkowaty hełm, który zastąpiono blankami. Później umieszczono na wieży stożkowaty hełm z granitowym szpicem, a w 1906 r. zamieniono go na dach namiotowy, pokryty dachówką. W 1934 r. dach zastąpiono cynkowym stożkiem z orłem projektu prof. Giesa. W 1957 r. nadbudowany został 11-metrowy graniasty hełm: wraz z nim wieża ma 42 m wysokości. W 1962 r. na wieży umieszczono ostrosłupową iglicę, ozdobioną orłem piastowskim, wykonanym przez Mariana Nowaka.
Na skutek nierównego osiadania fundamentów Wieża Piastowska jest lekko przechylona. Obecne odchylenie od pionu wynosi ok. 1,5 stopnia. Zabytkowi towarzyszyły przez lata wykopaliska osad słowiańskich z X i XI wieku, odkryte przy budowie amfiteatru opolskiego. Wykopaliska te zostały zakopane.
W okresie od 22 czerwca 2011 roku do 2 czerwca 2014 roku, wieża była zamknięta dla odwiedzających. W tym czasie odbył się jej gruntowny remont. Od dnia 2 czerwca 2014 roku Wieża Piastowska, ponownie, została otwarta dla zwiedzających.

## Godziny otwarcia
Wieża jest udostępniona dla zwiedzających 
od poniedziałku do piątku w godzinach: 9:00 -17:00, 
sobota i niedziela 11:00-16:00. 
W dni świąteczne godziny otwarcia mogą ulec zmianie. Kasa biletowa zamykana jest na pół godziny przed zamknięciem Wieży Piastowskiej.

## Forma zwiedzania
Zwiedzanie trwa około 30 minut. Obejmuje: opowieść przewodnika wraz z wejściem na wieże i taras widokowy oraz pokazem multimedialnym. Pokaz multimedialny w wieży przeznaczony jest dla dzieci od 6 lat.